# Álex Remiro
Alejandro "Álex" Remiro Gargallo (* 24. března 1995 Cascante) je španělský profesionální fotbalista, který hraje jako fotbalový brankář za Real Sociedad San Sebastián a národní tým Španělska, za který zatím odehrál pouze jeden zápas.
Hrál za Basconiu, z které v roce 2014 přestoupil do Athleticu Bilbao.
Z tohoto klubu byl na hostování v UD Levante a v Huesce. V roce 2019 přestoupil do Realu Sociedad.
Od roku 2024 je náhradním brankářem Španělska.